# Germantown (Filadelfia)

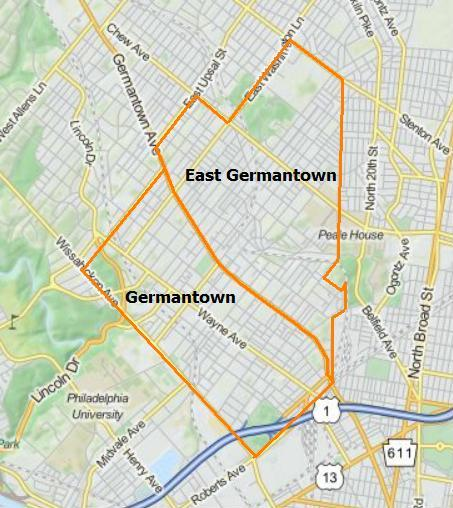
Confini moderni di Germantown

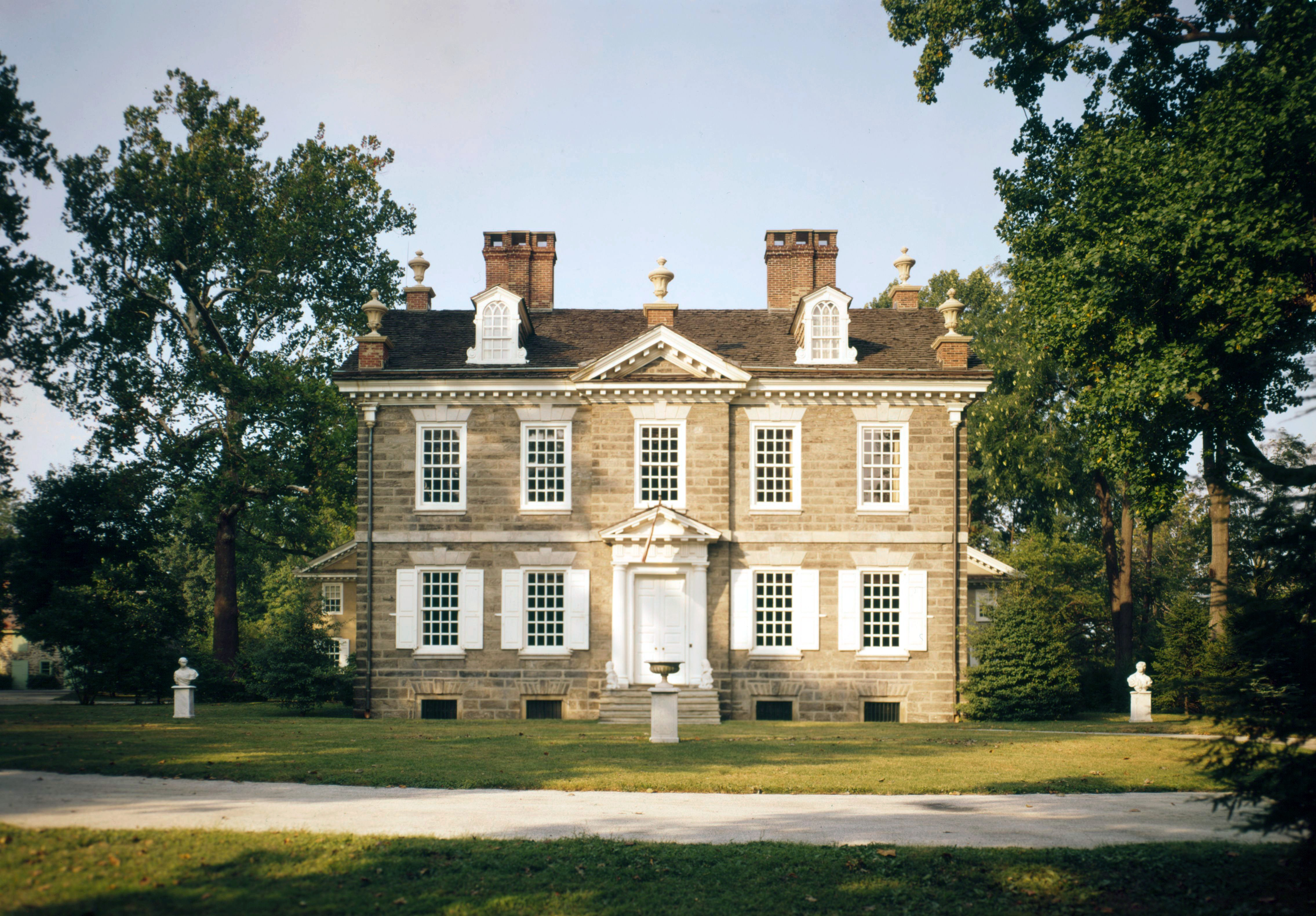
La Cliveden Benjamin Chew House, una delle residenze storiche di Germantown

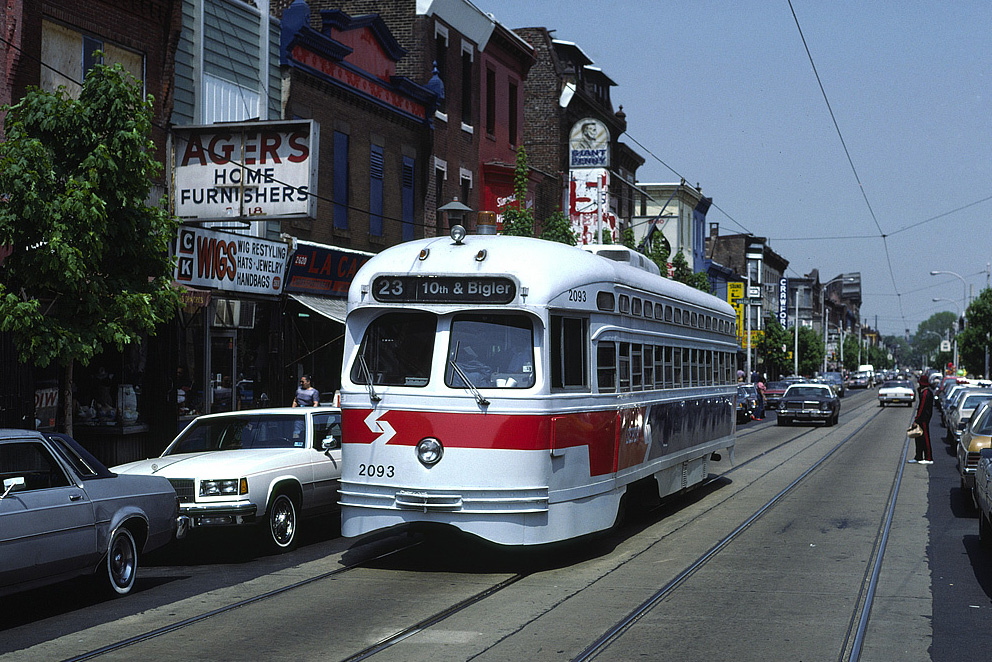
Strada Germantown Avenue

Germantown (letteralmente: "città tedesca") è un'area a nord-ovest di Filadelfia negli Stati Uniti.

## Storia
Fondata da famiglie di quaccheri mennoniti tedeschi nel 1683 come paese indipendente, fu assorbita nel 1854 dalla città di Filadelfia. L'area si trova a 6 miglia di distanza dal centro ed è a sua volta suddivisa in due quartieri: "Germantown" e "Germantown Est".
Germantown è una città importante per la storia statunitense: vi nacque il movimento antischiavista nazionale con la petizione quacchera contro la schiavitù del 1688; nel 1777, durante la guerra d'indipendenza americana, vi ebbe luogo la Battaglia di Germantown. Inoltre, fu residenza temporanea di George Washington, sede della prima banca degli Stati Uniti, e residenza di molti politici, studenti, artisti e attivisti sociali famosi.

## Persone famose
- Daniel Clark, Delegato del Territorio di Orleans
- Walter Leighton Clark, imprenditore, inventore e artista
- Joseph Sill Clark, Sr., giocatore di tennis
- William M. Colladay, politico del Wisconsin
- John Conard, deputato della Pennsylvania
- Bill Cosby, autore, musicista e scrittore
- Maggie Kuhn, attivista, fondatore dei Gray Panthers
- Maxine Kumin, poeta e scrittore [1]
- George Cochran Lambdin, pittore vittoriano
- George Landenberger, XXIII Governatore delle Samoa Americane
- George Lippard, romanziere del XIX secolo, giornalista, attivista sociale
- Eric Lobron, campione tedesco di scacchi
- Walter Stuempfig, pittore (1914-1970)
- Ellen Bernard Thompson Pyle, illustratore conosciuto per le sue copertine di Saturday Evening Post
- Sun Ra, musicista Jazz
- Edmund Randolph, Il primo Procuratore generale degli Stati Uniti d'America
- Theodore William Richards, Premio Nobel per la chimica nel 1914
- David Rittenhouse, astronomo, matematico, primo direttore dello United States Mint
- William Rittenhouse, fonda la prima cartiera nelle colonie americane
- Owen J. Roberts, Giudice della Corte Suprema
- Ralph J. Roberts, Cofondatore ed ex amministratore delegato di Comcast
- Louisa May Alcott, scrittrice
- Mary Whitall Smith, storica dell'arte, moglie di Bernard Berenson
- Will Smith (attore)